# 日本一のカッ飛び男
『日本一のカッ飛び男』（にっぽんいちのかっとびおとこ）は、フジテレビ系列で1990年（平成2年）4月9日から6月25日まで、毎週月曜日の21:00 - 21:54に放送されたテレビドラマ。
主演は、"月9"では「教師びんびん物語シリーズ」以来となる田原俊彦。「びんびん - 」とほぼ同じスタッフによって制作された。

## 概要
地方紙の記者・倉田健人（田原俊彦）と、健人の実兄で全国紙のエリート記者・倉田真人（時任三郎）の兄弟が、ジャーナリストであり人間として生きていく姿を描いた痛快青春ドラマ。

## キャスト
- 倉田健人：田原俊彦
- 倉田真人：時任三郎
- 高杉由紀子：宮崎萬純
- 工藤忍：多岐川裕美
- 福沢理沙：桐島かれん
- 戸塚警部：ガッツ石松
- 結城静香：越智静香
- 米田くめ子：もたいまさこ
- 西本久司：橋爪功
- 倉田武人：小林桂樹
- 西郷大介：湯江健幸
- 大久保薫：松尾貴史
- 小倉久寛
- 阿部由美子
- 仲本工事（第1話）
- 友里千賀子（第1話）
- 北村総一朗（第2話、第11話）
- 網浜直子（第2話）
- アパッチけん（第3話）
- 岩本千春（第3話）
- 別所毅彦（第4話）
- 塚田清美（第4話）
- 工藤賢太郎（第5話）
- 生田智子（第5話）
- 鈴木早智子（第6話）
- 相田翔子（第6話）
- 吉澤健（第7～9話）
- 戸川暁子（第7話）
- 東恵美子（第8話）
- 中丸新将（第9話）
- 大塚良重（第10話）
- 渥美国泰（第11話、最終回）
- 土師孝也（最終回）
- 井上夏葉（最終回）
- 小池榮（最終回）
- 茂木幹雄（最終回）

## 主題歌・挿入歌
- 「ジャングルJungle」田原俊彦（ポニーキャニオン）
  - 「WITHOUT YOU」田原俊彦（ポニーキャニオン）

## スタッフ
- 脚本：小林政広、武上純希、坂元裕二
- 音楽：渡辺博也
- 企画：亀山千広、津島平吉
- ロケ協力：産経新聞社
- プロデュース：柴田徹、上木則安、安念正一
- 演出：赤羽博、斎藤郁宏、本間欧彦
- 制作：フジテレビ、東宝

## サブタイトル
| 各話                                                      | 放送日        | サブタイトル             | 視聴率 |
| --------------------------------------------------------- | ------------- | ------------------------ | ------ |
| 第1話                                                     | 1990年4月9日  | 会いたかったぜ！         | 19.4%  |
| 第2話                                                     | 1990年4月16日 | 不正はキライだ！         | 15.8%  |
| 第3話                                                     | 1990年4月23日 | 赤ちゃんを悲しませるな！ | 15.8%  |
| 第4話                                                     | 1990年4月30日 | 愛と疑惑の48時間         | 14.1%  |
| 第5話                                                     | 1990年5月7日  | 燃えよ！新聞少年         | 19.3%  |
| 第6話                                                     | 1990年5月14日 | サヨナラ！おやじ         | 16.3%  |
| 第7話                                                     | 1990年5月21日 | 一億円には手を出すな！   | 15.5%  |
| 第8話                                                     | 1990年5月28日 | 裸足の子供がねらわれる!! | 14.9%  |
| 第9話                                                     | 1990年6月4日  | 涙と怒りと真実と         | 13.8%  |
| 第10話                                                    | 1990年6月11日 | 今夜あいつがあぶないゼ！ | 14.9%  |
| 第11話                                                    | 1990年6月18日 | 闘う男よ！どこへ行く…    | 13.9%  |
| 最終話                                                    | 1990年6月25日 | 健人！涙の別れだ         | 16.9%  |
| 平均視聴率15.8%（視聴率は関東地区・ビデオリサーチ社調べ） |               |                          |        |